# Décès en 846
Décès
- 842
- 843
- 844
- 845
- 846
- 847
- 848
- 849
- 850

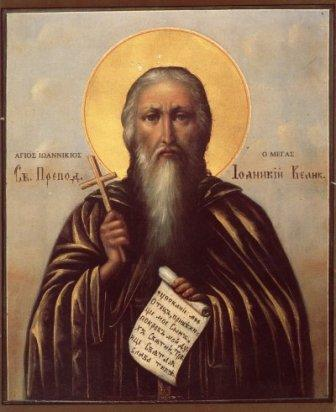
Joannice le Grand mort en 846.

Cette page dresse une liste de personnalités mortes au cours de l'année 846 :
- 4 janvier : Michel le Syncelle, ecclésiastique et écrivain religieux byzantin.
- 29 juillet : Li Shen (en)

- Jang Bogo, militaire coréen de la période du Silla unifié.
- Ferdomnach (en), enlumineur, notamment  du Livre d'Armagh.
- Guillaume (it), comte d'Auvergne.
- Bai Juyi poète chinois.
- Joannice le Grand, ascète grec chrétien.
- Niall Caille mac Áeda, haut-roi d'Irlande.
- Mojmír Ier, roi de Grande-Moravie.
- Reginbert de Reichenau (en), bibliothécaire, écrivain et universitaire.
- Seguin II, appelé Mostelanicus, comte de Bordeaux.
- Danti varma (en), roi indien.
- Wang, impératrice consort (en).
- Tang Wuzong, empereur chinois taoïste de la dynastie Tang.

date incertaine (vers 846)
- Li Zongmin (en), ministre chinois.

## Crédit d'auteurs
- Cet article est partiellement ou en totalité issu de l'article intitulé « 846 » (voir la liste des auteurs).